# Поднять максимальные ставки
«Подня́ть максима́льные ста́вки» (англ. Limit Up) — американский комедийный фильм 1989 года производства. В главных ролях снялись Нэнси Аллен и Дин Стоквелл.

## Сюжет
Кэйси Фоллс — обыкновенная молодая женщина, одна из сотен посыльных на Чикагской бирже зерна. Мечтающая, как и все остальные, о должности помощника маклера, а дальше профессии маклера её грезы и не простираются. Потому что для неё биржа — не больше, чем место работы. Но стоит ей встретиться с Никой, которая, не видимая никем, «представляет» на этой бирже интересы самого Дьявола, как Кэйси получает шанс получить славу, богатство, высокое положение — в обмен всего лишь на устное согласие сотрудничать. Рядовая сделка, именуемая в истории человечества как «продажа души Дьяволу».